# Новое Сотрино
Новое Сотрино — посёлок в Свердловской области России, административно подчинённый городу Серову. Входит в Серовский муниципальный округ.
Ранее посёлок входил в состав Первомайского сельсовета Серовского района.

## Географическое положение
Новое Сотрино расположено в 45 километрах (по автодорогам в 64 километрах) к востоко-юго-востоку от города Серова, на левом берегу реки Сотрина (левый приток реки Сосьвы). Рядом с посёлком проходит ветка Серов — Алапаевск Свердловской железной дороги. В четырёх километрах к северо-востоку от посёлка расположена железнодорожная станция Сотрино, а в непосредственной близости к посёлку — остановочный пункт 50 км.

## Население
| 2002 | 2010 |
| ---- | ---- |
| 47   | ↘40  |